# Reis de Atenas
Antes da democracia ateniense, dos tiranos e dos arcontes, a cidade-estado de Atenas foi governada por reis. Muitos destes são provavelmente míticos ou somente semi-históricos. Esta lista é baseada naquela fornecida por Eusébio de Cesareia.

## Reis antigos
Estes dois reis supostamente governaram antes do dilúvio de Deucalião:
- Ogiges
- Acteu

## Erecteidas ou Cecrópidas
Cécrope é considerado como o primeiro rei verdadeiro de Atenas, embora tenha sido um ser mítico, metade homem, metade serpente. As datas para os seguintes reis foram conjecturadas séculos mais tarde:
- Cécrope I (1556 - 1506 a.C.)
- Cranau (1506 - 1497 a.C.)
- Anfictião (1497 - 1487 a.C.)
- Erictônio (1487 - 1437 a.C.)
- Pandíon I (1437 - 1397 a.C.)
- Erecteu (1397 - 1347 a.C.)
- Cécrope II (1347 - 1307 a.C.)
- Pandíon II (1307 - 1282 a.C.)
- Egeu (1282 - 1234 a.C.)
- Teseu (1234 - 1204 a.C. ou 1213 a.C.)
- Menesteu (1204 - 1181 a.C. ou 1213 - 1191 a.C.)
- Demofonte (1181 - 1147 a.C.)
- Oxintes (1147 - 1135 a.C.)
- Afidas (1135 - 1134 a.C.)
- Timetes (1134 - 1126 a.C.)

## Melântidas ou Códridas
- Melanto (1126 - 1089 a.C.)
- Codro (1089 - 1068 a.C.)

Após a morte de Codro, seus herdeiros deixaram de serem reis e se tornaram arcontes hereditários. No ano de 753 a.C. este arcontado foi substituído por um sistema não-hereditário (ver Arcontes de Atenas). é provável que grande parte dessa lista real seja baseada em lendas e mitos sem nenhuma fidelidade histórica, visto que as fontes históricas que estão disponíveis sobre essa determinada época são escassas e imprecisas. 